# Delesseriaceae
Delesseriaceae, porodica crvenih algi u redu Ceramiales. Na popisu je 640 vrsta

## Rodovi
Dasyoideae De Toni
- Amphisbetema Weber Bosse
- Dasya C.Agardh
- Dasyopsis (Montagne) Montagne
- Dasysiphonia I.K.Lee & J.A.West
- Dipterocladia Y.S.D.M.de Jong
- Endogenia J.Agardh
- Eupogodon Kützing
- Rhodoptilum J.Agardh
- Sympodothamnion Itono
- Tapeinodasya Weber Bosse

Delesserioideae Stizenberger
- Botryocarpeae M.J.Wynne
  - Botryocarpa Greville
  - Hemineura Harvey
  - Laingia Kylin
  - Marionella F.S.Wagner
  - Patulophycus A.J.K.Millar & M.J.Wynne
  - Pseudonitophylla M.L.Mendoza
  - Pseudophycodrys Skottsberg
  - Rhodokrambe R.L.Moe
- Claudeeae M.J.Wynne
  - Claudea J.V.Lamouroux
  - Vanvoorstia Harvey
- Delesserieae J.Agardh
  - Cumathamnion M.J.Wynne & K.Daniels
  - Delesseria J.V.Lamouroux
  - Heteroglossum A.D.Zinova
  - Microrhinus Skottsberg
  - Odontolaingia M.L.Mendoza
  - Phycodrina M.J.Wynne
  - Pseudogrinnellia M.J.Wynne
- Grinnellieae M.J.Wynne
  - Grinnellia Harvey
- Hypoglosseae M.J.Wynne
  - Bartoniella Kylin
  - Branchioglossum Kylin
  - Chauviniella Papenfuss
  - Duckerella M.J.Wynne
  - Frikkiella M.J.Wynne & C.W.Schneider
  - Hypoglossum Kützing
  - Phitycolax M.J.Wynne & F.J.Scott
  - Phitymophora J.Agardh
  - Pseudobranchioglossum M.Bodard ex M.J.Wynne
  - Tsengiella J.F.Zhang & B.M.Xia
  - Yoshidaphycus Mikami
  - Zellera G.Martens
- Membranoptereae M.J.Wynne
  - Austrofolium M.J.Wynne
  - Holmesia J.Agardh
  - Loranthophycus E.Y.Dawson
  - Membranoptera Stackhouse
  - Neoholmesia Mikami
  - Pantoneura Kylin
- Sympodophylleae Shepley & Womersley
  - Sympodophyllum Shepley & Womersley
- Wynneophycuseae S.Y.Jeong, B.Y.Won, Fredericq & T.O.Cho
  - Wynneophycus S.Y.Jeong, B.Y.Won, Fredericq & T.O.Cho
- Zinovaeeae M.J.Wynne
  - Kurogia Yoshida
  - Zinovaea M.J.Wynne

Heterosiphonioideae H.-G.Choi, Kraft, I.K.Lee & G.W.Saunders
- Colacodasya F.Schmitz
- Dasyella Falkenberg
- Dictyurus Bory
- Heterosiphonia Montaigne
- Sinosiphonia C.K.Tseng & B.L.Zheng
- Thuretia Decaisne

Nitophylloideae'' Stizenberger
- Martensieae M.J.Wynne
  - Martensia K.Hering
- Neuroglosseae J.Agardh
  - Abroteia Harvey ex J.Agardh
  - Drachiella J.Ernst & Feldmann
  - Nancythalia A.J.K.Millar & W.A.Nelson
  - Neuroglossum Kützing
  - Polycoryne Skottsberg
  - Schizoseris Kylin
- Nitophylleae Willkomm
  - Arachnophyllum Zanardini
  - Augophyllum Showe M.Lin, S.Fredericq & M.H.Hommersand
  - Calonitophyllum Aregood
  - Nitophyllum Greville
  - Nitospinosa Womersley
  - Polyneurella E.Y.Dawson
  - Polyneuropsis M.J.Wynne, D.L.McBride & J.A.West
  - Radicilingua Papenfuss
  - Robea Womersley
  - Valeriemaya A.J.K.Millar & M.J.Wynne
- Papenfussieae M.J.Wynne
  - Papenfussia Kylin

Phycodryoideae Showe M.Lin, S.Fredericq, & M.H.Hommersand
- Cryptopleureae M.J.Wynne
  - Acrosorium Zanardini ex Kützing
  - Botryoglossum Kützing
  - Cryptopleura Kützing
  - Gonimophyllum Batters
  - Hymenena Greville
- Myriogrammeae M.S.Hommersand & S.Fredericq
  - Gonimocolax Kylin
  - Haraldiophyllum A.D.Zinova
  - Hideophyllum A.D.Zinova
  - Myriogramme Kylin
  - Neoharaldiophyllum J.C.Kang & M.S.Kim
  - Phycoflabellina M.J.Wynne & C.W.Schneider
  - Platyclinia J.Agardh
- Phycodryeae M.J.Wynne
  - Asterocolax Feldmann & G.Feldmann
  - Calloseris J.Agardh
  - Cladodonta Skottsberg
  - Crassilingua Papenfuss
  - Erythroglossum J.Agardh
  - Halicnide J.Agardh
  - Haraldia Feldmann
  - Heterodoxia J.Agardh
  - Hymenopsis Showe M.Lin, W.A.Nelson & Hommersand
  - Nienburgella Perestenko
  - Nienburgia Kylin
  - Peseudopolyneura K.W.Nam & P.J.Kang
  - Phycodrys Kützing
  - Polyneura (J.Agardh) Kylin
  - Sorella Hollenberg
  - Sorellocolax Yoshida & Mikami
  - Womersleya Papenfuss
  - Yendonia Kylin

Sarcomenioideae De Toni
- Apoglosseae Showe M.Lin, S.Fredericq & M.H.Hommersand
  - Apoglossocolax Maggs & Hommersand
  - Apoglossum (J.Agardh) J.Agardh
  - Paraglossum J.Agardh
  - Phrix J.G.Stewart
- Caloglosseae M.J.Wynne
  - Caloglossa (Harvey) G.Martens
  - Taenioma J.Agardh
- Halydictyeae Díaz-Tapia & Maggs
  - Halydictyon Zanardini
- Sarcomenieae J.Agardh
  - Cottoniella Børgesen
  - Dotyella Womersley & Shepley
  - Malaconema Womersley & Shepley
  - Platysiphonia Børgesen
  - Sarcomenia Sonder
  - Sarcotrichia Womersley & Shepley

Ostalo
- Aglaophyllum Montagne
- Anisocladella Skottsberg